# Église Saint-Erth de St Erth
L'église Saint-Erth est une église paroissiale anglicane située dans la paroisse civile de St Erth, dans le comté anglais de Cornouailles. Édifiée au XIVe ou au XVe siècle, elle subit une importante restauration à la fin du XIXe siècle sous la direction de l'architecte J. D. Sedding (en). L'église est classée monument de Grade I, tandis que dans le cimetière, la tombe Jacka est classée monument de Grade II et deux croix sont protégées comme scheduled monument.

## Localisation
L'église Saint-Erth se trouve en contrebas du village de St Erth, sur la rive est du fleuve Hayle (en).

## Historique
L'église est située sur un ancien lieu de culte celtique.
Un édifice chrétien existe à cet endroit autour de l'an 1199. Il dépend d'abord de l'évêché d'Exeter, puis du doyen d'Exeter de 1237 jusqu'à la Réforme au XVIe siècle. En 1421 ou 1422, l'église de St Erth possède des transepts et plusieurs autels ou statues dédiées à saint Erc, la Vierge Marie, saint Jacques, saint Nicolas et sainte Catherine, ainsi qu'un grand crucifix.
L'église actuelle, de taille modeste, est édifiée au XIVe ou XVe siècle. Au milieu du XVe siècle, la nef est reconstruite selon le style gothique perpendiculaire primitif et un jubé est ajouté.
L'église est restaurée par Collins en 1747. En 1865, l'archéologue John Thomas Blight écrit que l'église possède « de beaux éléments du tout début du gothique perpendiculaire », dont notamment les fenêtres du bas-côté nord et de la tour.
De 1872 à 1874, l'église est presque intégralement remodelée par l'architecte John Dando Sedding (en), à l'exception de la tour et des piliers : les murs sont reconstruits en elvan (en), les anciens sièges sont remplacés par de nouveaux bancs en bois de pin. Dans le chœur, le sol est pourvu d'un carrelage à l'encaustique et le plafond de décorations. La fenêtre orientale est remplacée et deux lucarnes sont insérées dans le toit. Les plafonds en berceau en bois de la nef et des bas-côtés, ainsi que le jubé en bois de chêne, sont installés en 1874,. De nouveaux fonts baptismaux en pierre de Caen sont offerts par Mrs Mills, la femme du pasteur. L'église est rouverte le 20 février 1874 par l'évêque de Truro.
En 1882, la façade orientale du chœur est pourvue d'un nouveau vitrail portant les inscriptions to the glory of God (« à la gloire de Dieu ») et in loving memory of Lawrence Henry Orde Woodd. Mr Wooodd est mort dans le cimetière de l'église Saint-Erth alors qu'il venait assister à l'office.
La chapelle Trewinnard est restaurée en 1912 sous la supervision de Sedding et Wheatley en mémoire de la famille Hawkins. Le coût est pris en charge par Mrs Hawkins, veuve de Christopher Hawkins de Trewinnard Estate. Le pourtour de l'autel est sculpté par Hitch & Co de Londres et Rashleigh, Pinwell & Co de Plymouth. Sur l'extrémité d'un des bancs, un panneau en bois montre l'évêque de Truro Charles Stubbs en train de bénir le peuple.
L'église Saint-Erth de St Erth est protégée comme monument classé de Grade I sur la National Heritage List for England depuis le 14 janvier 1988.
En 1797, l'inventeur cornique Richard Trevithick épouse Jane Harvey en l'église Saint-Erth.

## Architecture
L'église Saint-Erth comprend une nef et un chœur avec des collatéraux nord et sud. La chapelle Trewinnard est attenante à l'extrémité orientale du collatéral sud. L'entrée sud est pourvue d'un porche. Le clocher-tour est situé côté ouest.

### Extérieur
Les bas côtés nord et sud possèdent plusieurs fenêtres du XVe siècle, dont chacun une fenêtre quintuple à remplage au niveau de leurs extrémités orientales. Le chœur à pignon saillant possède également une fenêtre quintuple du XVe siècle sur sa façade orientale.
Côté sud, le porche, daté de la fin du XVe siècle ou du début du XVIe siècle, est d'une architecture peu répandue en Cornouailles ; il est semblable à celui de l'église de Lelant (en). Il possède deux contreforts à têtes trilobées. L'embrasure de la porte est aussi renforcée par des contreforts similaires. Son arche Tudor moulurée repose sur des montants octogonaux dont les bases et les chapiteaux sont richement décorés de moulures. Un cadran solaire de 1820 se trouve au-dessus de la porte.
La tour-clocher à trois étages du XVe siècle ne possède aucun contrefort. Son étage supérieur possède plusieurs fenêtres triples à remplage munies de persiennes. La tour est accessible depuis l'extérieur par une porte située en sa paroi ouest.

### Intérieur
La nef et le chœur sont séparés des bas-côtés par des rangées de six arches Tudor. Les chapiteaux de l'arcade nord sont sculptés, tandis que ceux de l'arcade sud sont moulurés. Les plafonds en berceau des bas-côtés et du porche sud conservent encore la plupart de leurs pans de bois d'origines ; leur bossage est sculpté.
Les parois intérieures sont recouvertes de plâtre. Sur un des murs, on peut lire la copie d'une lettre du roi Charles Ier qui y a été peinte au XVIIe siècle ; à un autre endroit sont peintes les armoiries du roi George Ier.
L'église comprend plusieurs éléments des XIXe et XXe siècles, dont une copie du jubé originel du XVe siècle avec des représentations des quatre Évangélistes, des copies des extrémités de bancs du Moyen Âge, et le retable de 1903 dédié aux époux Harvey.
Les fonts baptismaux du XIXe siècle sont d'une forme carrée peu habituelle. Ils imitent le style normand, mais le bassin d'eau est un original de l'époque normande.
L'église comprend un cénotaphe en pierre dédié à Davies Gilbert (né Davies Giddy, 1767-1839), un ancien président de la Royal Society. Blight avait déjà noté la présence de ce mémorial en 1865.

## Instruments de musique

### Orgue
L'orgue de l'église est installé en 1881 par William Sweetland de Bath pour un coût de 300 £ (
soit 30 500 £ en 2025) et est inauguré le jeudi 1er septembre 1881. En voici la composition détaillée :
| Pedal C–f1 |                  |     |
| 1.         | Open Wood        | 16′ |
| 2.         | Lieblich Bourdon | 16′ |

| Great C–g3 |                         |    |
| 3.         | Open Diapason           | 8′ |
| 4.         | Stopped Diapason Bass   | 8′ |
| 5.         | Stopped Diapason Treble | 8′ |
| 6.         | Dulciana                | 8′ |
| 7.         | Principal               | 4′ |
| 8.         | Flute                   | 4′ |
| 9.         | Fifteenth               | 2′ |

| Swell C–g3 |                       |    |
| 10.        | Open Diapason         | 8′ |
| 11.        | Stopped Diapason Bass | 8′ |
| 12.        | Gedeckt               | 8′ |
| 13.        | Salicional            | 8′ |
| 14.        | Gemshorn              | 4′ |
| 15.        | Fifteenth             | 2′ |
| 16.        | Cornopean             | 8′ |

- Couplage : Swell/Pedal, Swell/Great, Great/Pedal

### Cloches
L'église Saint-Erth possède six cloches. Cinq d'entre elles sont fondues par l'atelier John Taylor & Co (en) ; la cloche ténor est refondue par l'atelier de John Harvey (en) en 1901.

## Cimetière

### Personnalité inhumées
Le cimetière de l'église Saint-Erth comprend 4 tombes de soldats du Commonwealth, dont une de la Première Guerre mondiale et trois de la Seconde Guerre mondiale,,. S'y trouve également la sépulture du major Herbert Augustine Carter (en), fils du pasteur de St Erth et récipiendaire de la Croix de Victoria pour son engagment en Afrique de l'Est.
Y sont également inhumés Bernard Walke (en), pasteur de St Hilary et son épouse la peintre et poétesse Annie Walke (en).
La tombe des Jacka, situé à une douzaine de mètres à l'est du bas-côté sud de l'église, est protégé comme monument de Grade II depuis le 14 janvier 1988.

### Croix
Près de l'église, une croix de cimetière et une croix de chemin font l'objet d'une entité protégée comme scheduled monument depuis le 7 septembre 2000.

#### Croix de cimetière
La croix de cimetière est une croix celtique du Xe siècle semblable à d'autres croix présentes sur la péninsule de Penwith autour de l'ancien monastère de St Buryan. Elle est haute de 101 cm et repose sur une base rectangulaire en granite de dimensions 66 × 70 cm et de 35 cm de haut. Sa tête circulaire de 66 cm et de 23 cm d'épaisseur renferme une croix carrée (en) avec des branches aux extrémités élargies. La face ouest de la tête montre un Christ en croix représenté jusqu'au niveau du bassin. Cette croix est présente dans le cimetière de l'église Saint-Erth depuis au moins 1838. Elle est illustrée dans les ouvrages spécialisés de l'archéologue John Thomas Blight en 1856 et de John Langdon (en) en 1896 ; ces deux illustrations montrent les ornements de la face ouest d'alors, qui est aujourd'hui la face est depuis que la croix a été tournée en 1953. La croix de cimetière est classée monument de Grade II.

#### Croix de chemin
La croix de chemin repose sur une base en granite à trois étages, dont la face ouest de l'étage supérieur porte l'inscription « GILBART ». Sa hampe mesure 31 cm de haut pour 29 cm de large et 26 cm d'épaisseur ; elle est cannelée dans tous ses angles mais fracturé sur une partie de sa face est. La tête de la croix, d'un diamètre de 52 cm et de 24 cm d'épaisseur, porte sur sa face orientale une croix latine en relief —fracturée sur la partie haute— et sur sa face occidentale un Christ en croix dont la tête est inclinée vers le nord et dont les pieds sont retournés vers l'extérieur. En 1856, Blight situe cette croix à proximité d'un moulin à un demi-kilomètre au sud de St Erth. En 1896, Langdon note que la croix a été retrouvée au moulin vers 1860 et encastrée dans un mur afin d'y être préservée.

#### Morceaux de croix
Lors de la restauration de l'église en 1875, on retrouve, dans la façade de l'église, deux morceaux d'une ancienne croix celtique pré-normande avec Christ en croix de la fin du Xe siècle ou du début du XIe siècle. Probablement un monument prestigieux à l'époque de son érection, cette croix tombe en désuétude au XVe siècle et est brisée en plusieurs morceaux pour être utilisée comme pierre de façade lors de l'agrandissement de l'église. Après leur découverte au XIXe siècle, les deux morceaux sont entreposés au pied de la façade jusqu'à leur restauration en juin 1998.

## Statut paroissial
L'église Saint-Éguiner forme une paroisse commune avec les églises Saint-Elwyn de Hayle, Saint-Éguiner de Gwinear, Saint-Félix-et-Sainte-Piala de Phillack et Saint-Gothian de Gwithian. La paroisse, servie par l'équipe ministérielle de Godrevy, est rattachée au doyenné de Penwith au sein du diocèse de Truro de l'Église d'Angleterre.